# Pauline Gabrielle Barré de Saint-Venant
Pour les articles homonymes, voir Famille Barré de Saint-Venant et Barré de Saint-Venant.

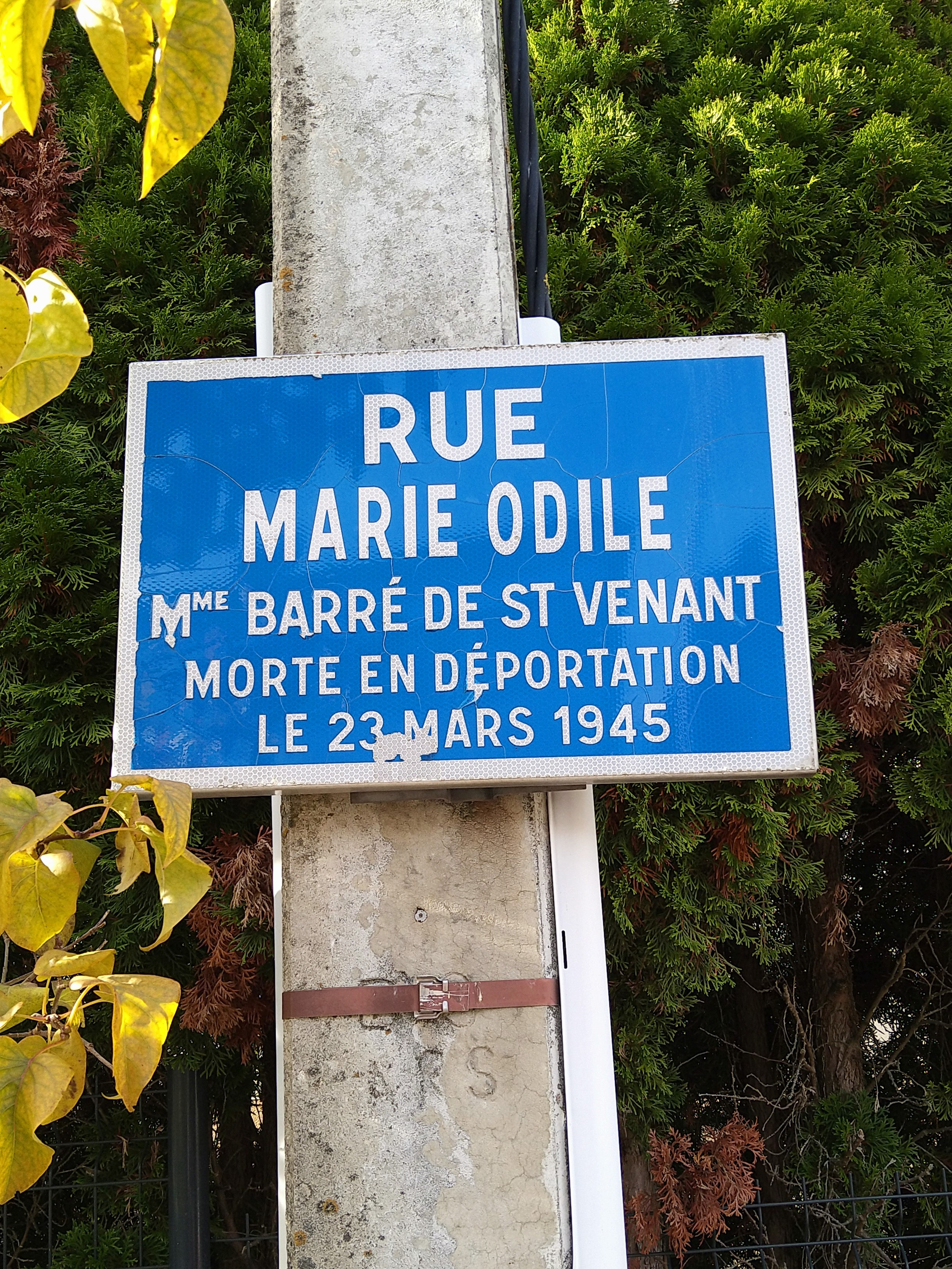
Rue Marie-Odile à Nancy.

Pauline Gabrielle Barré de Saint-Venant, née Gaillard, le 9 avril 1895 à Villers-lès-Nancy et morte le 23 mars 1945 à Ravensbrück, est une résistante française connue sous le pseudonyme de Marie-Odile Laroche, cheffe du réseau « Marie-Odile ».

## Biographie
Pauline Gabrielle Gaillard naît à Villers-lès-Nancy le 9 avril 1895. Pendant la Première Guerre mondiale, elle s'engage comme infirmière volontaire à l'Hôpital Villemin de Nancy. Le 31 mai 1928, elle épouse Henri Barré, comte de Saint-Venant (1881-1933) avec lequel elle dirige une manufacture de lingerie, no 2 rue de la Salle à Nancy, qui emploie jusqu'à une quarantaine d'ouvrières et qu'elle gère seule après la mort de son mari, jusqu'en 1939.
Pendant la Seconde Guerre mondiale, elle aide les prisonniers qui arrivent chaque jour par dizaines après l'armistice du 22 juin 1940. Elle les recueille, les loge et les habille. Elle est secondée par des amis, puis par le Secours national, la Croix-Rouge et la Maison du Prisonnier ; elle réussit à procurer à tous des cartes d'alimentation, et, quand arrive l'époque où des papiers d'identité sont nécessaires, elle en fait faire de faux qui sont invérifiables : les fugitifs bruns « naissent » en Afrique du Nord, les blonds dans le Nord ou l'Est de la France, mais toujours dans des localités où les archives ont été détruites.
Pauline Barré de Saint-Venant est alors prise dans le collimateur de la Gestapo nancéienne ; après avoir échappé à une première arrestation, elle change d'identité et devient Marie-Odile Laroche. Elle part pour Lyon où, dès la première semaine, son réseau « Marie-Odile » fonctionne : Juifs, prisonniers réfractaires et Alsaciens-Mosellans « malgré-nous » déserteurs de l'armée allemande obtiennent son aide. Elle s'intéresse aussi aux renseignements. Une nouvelle menace d'arrestation l'oblige à quitter Lyon. À Paris, elle réorganise un réseau qui assure des rapatriements d'aviateurs vers l'Angleterre, des transports d'armes et des contacts avec Genève. Le 4 mai 1944, elle est arrêtée, conduite rue des Saussaies où elle est interrogée, puis elle est incarcérée à Fresnes jusqu'au 1er août. En trois mois, ses bourreaux n'ont rien obtenu d'elle. Le 15 août, elle est sur la liste d'un convoi qui part vers Ravensbrück (« convoi des 57000 »). Elle est ensuite emmenée à Torgau, où elle refuse le travail en usine. Après un nouveau passage par Ravensbrück, elle est transférée à Königsberg in der Neumark, le plus dur des camps de femmes. Puis, avec la fuite des allemands devant l'armée soviétique, elle est ramenée à Ravensbrück, où elle décède le 23 mars 1945.

## Le réseau Marie-Odile
Le réseau Marie-Odile s'étendait dans toute la France, principalement en Lorraine (Nancy et Metz), Paris, Lyon et Mâcon, dans l'Ouest (Tours, Nantes, Caen, Poitiers), en Corrèze et dans les Pyrénées. L'abbé Henri Péan en était l'organisateur pour la région Sud-Touraine et Nord-Vienne. Le réseau regroupait plus de 600 agents, dont environ 200 furent arrêtés et plus de soixante fusillés ou morts en déportation. Il a favorisé 30 000 passages à destination des maquis, de la France Libre, de l'Afrique du Nord, de la Suisse et de l'Angleterre, comprenant le rapatriement de plus de 300 aviateurs alliés. À titre posthume, les actions de Marie-Odile Laroche lui ont valu plusieurs décorations de la France, du Royaume-Uni et des États-Unis.

## Hommages
- À Villers-lès-Nancy, une plaque commémorative a été apposée le 8 mai 2011 sur le socle du monument aux morts, place du Souvenir-Français[12], et une rue portant le nom Marie-Odile Laroche a été inaugurée le 8 mars 2012 à l'occasion de la Journée internationale des femmes, suivant une délibération du conseil municipal du 26 septembre 2011[13],[14].
- Une rue de Nancy est nommée rue Marie Odile, Mme Barré de St Venant.

## Décorations
- Chevalier de la Légion d'honneur ;
- Croix de guerre 1939–1945, palme de bronze ;
- Médaille de la Résistance française avec rosette (décret du 31 mars 1947)[15],[16] ;
- Médaille de la Liberté (Medal of Freedom) (États-Unis) ;
- King's Medal for Courage in the Cause of Freedom (Royaume-Uni).